# Capítulo (libro)

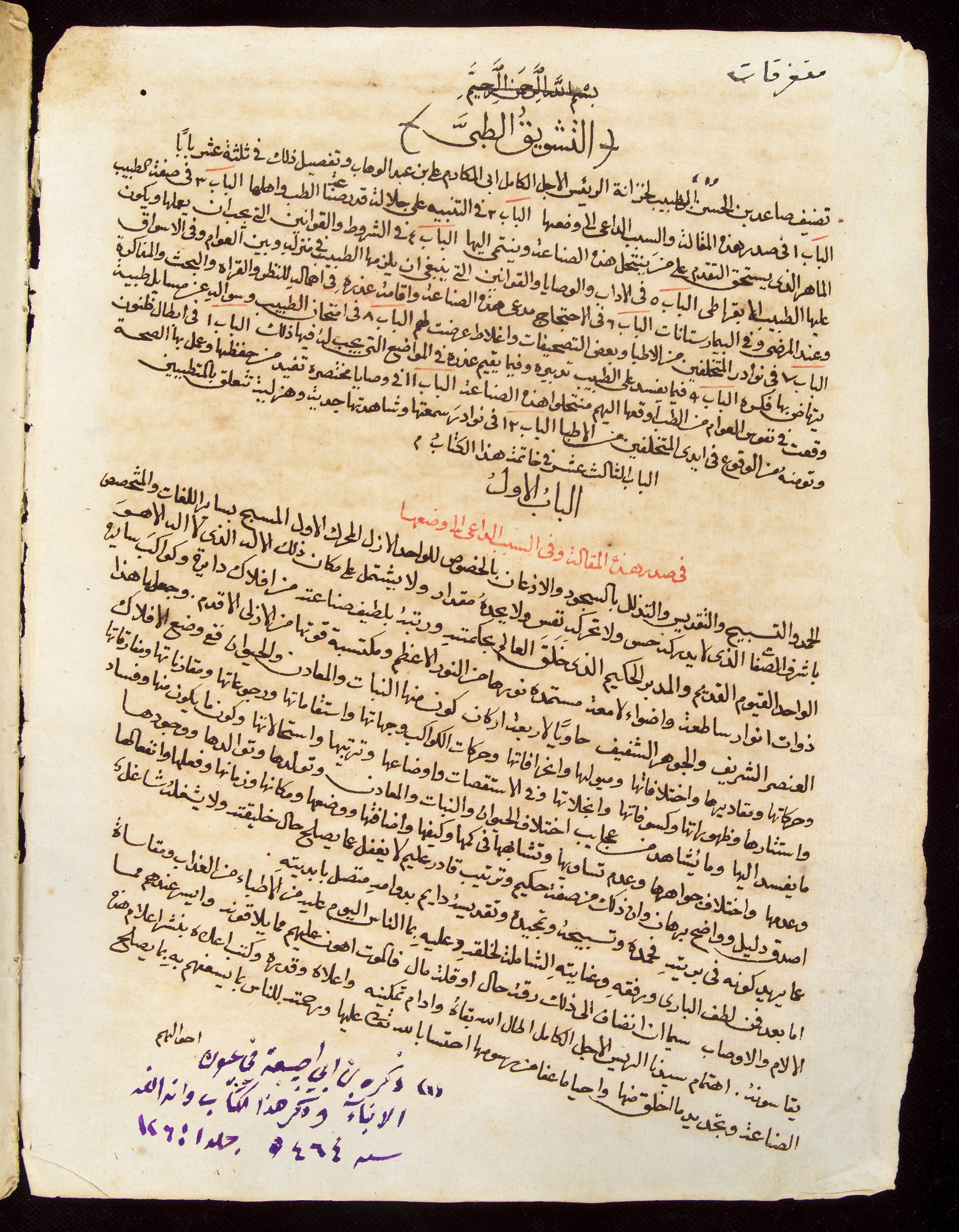
En las civilizaciones antiguas, los libros por lo general tomaban la forma de rollos de papiro o pergamino

Un capítulo es una de las principales divisiones de una obra escrita de cierta longitud, tal como un libro, y por lo general comprende muchas páginas. Los capítulos pueden estar numerados, como es el caso en los códigos de leyes y/o pueden tener títulos específicos. 
En las civilizaciones antiguas, los libros por lo general tomaban la forma de rollos de papiro o pergamino, que contenían aproximadamente la misma cantidad de texto que el de un capítulo de un libro moderno. Esta es la razón por la cual en reproducciones y traducciones recientes de obras de estos períodos los capítulos son identificados como "Libro 1", "Libro 2", etc.
Un ejemplo es Comentarios sobre la Guerra de las Galias (siglo I a. C), de Julio César, el cual se encuentra estructurado en "libro I", "libro II" hasta "libro VIII". 

## Capítulos literarios
Por ejemplo, el primer capítulo de algunas novelas poseen los siguientes títulos:
- "Que trata de la condición y ejercicio del famoso hidalgo don Quijote de la Mancha" – El ingenioso hidalgo Don Quijote de la Mancha (1605), Miguel de Cervantes Saavedra
- "Querido padre y querida madre" — Pamela o la virtud recompensada (1740), Samuel Richardson
- "Las reminiscencias de Watson" — Estudio en Escarlata (1887), Arthur Conan Doyle
- "El club de los corazones solitarios" – Pesadilla para hackers (1992), Pablo de Santis
- "¡Este prólogo trata de lo admirable que soy!" — Amor, chunibyo y otros delirios (2011), Torako

En obras de ficción, los autores numeran los capítulos en forma excéntrica, a menudo como parte de una estrategia metaficcional:
- El curioso incidente del perro a medianoche por Mark Haddon solo posee capítulos que son números primos.
- At Swim-Two-Birds por Flann O'Brien, su primera página está titulada Capítulo 1, pero no existe ningún otro capítulo que le continúe.

Numerosas novelas de gran longitud no poseen capítulos. Los libros que no son de ficción, especialmente aquellos utilizados como referencia, casi siempre poseen capítulos para simplificar la consulta. En estas obras por lo general se dividen los capítulos en secciones. Los capítulos de las obras de referencia indicados frecuentemente en una lista o índice. Las novelas a veces incluyen también un índice.

## Capítulos bíblicos
Cada libro de la Biblia está dividido en capítulos, que agrupan uno o más temas en especial; los capítulos, a su vez, se dividen en versículos.